# Goede Doelen Nederland
Goede Doelen Nederland is de brancheorganisatie van goede doelen organisaties in Nederland. Alleen organisaties die aan fondsenwerving doen onder het publiek en CBF-erkenning hebben kunnen lid worden. 
Goede Doelen Nederland is in 2015 voortgekomen uit de Vereniging Filantropische Instellingen (VFI). De organisatie is ook verantwoordelijk voor Socutera die televisiespotjes uitzendt van goede doelen organisaties via de Nederlandse Publieke Omroep. Jaarlijks wordt ook een Goede Doelen Lezing georganiseerd.
De organisatievorm is sinds 2022 een vereniging met een raad van toezicht die namens de ongeveer 250 leden toezicht houdt op het bestuur. De directeur-bestuurder is Margreet Plug.
Bekende aangesloten leden zijn (de Nederlandse takken van) Amnesty International, Rode Kruis, Aidsfonds, Save the Children, maar ook kleinere als COC Nederland, Adopteer een Regenwoud en Bont voor Dieren.
Goede Doelen Nederland is gevestigd aan de James Wattstraat 100 in Amsterdam.